# John Brackett
John Quincy Adams Brackett, född 8 juni 1842 i Bradford, New Hampshire, död 6 april 1918 i Arlington, Massachusetts, var en amerikansk republikansk politiker. Han var viceguvernör i delstaten Massachusetts 1887–1890 och därefter guvernör 1890–1891.
Brackett avlade juristexamen vid Harvard Law School och inledde sin karriär som advokat i Boston. Mellan 1885 och 1887 var han talman i Massachusetts representanthus.
Brackett efterträdde 1887 Oliver Ames som viceguvernör och efterträddes 1890 av William H. Haile. Därefter efterträdde han Ames som guvernör och efterträddes 1891 i det ämbetet av William Russell.
Brackett avled 1918 och gravsattes i Cambridge i Massachusetts.